# Tanjung Genteng
Tanjung Genteng is een bestuurslaag in het regentschap Aceh Tamiang van de provincie Atjeh, Indonesië. Tanjung Genteng telt 1648 inwoners (volkstelling 2010).